# Bogdanovkai megsemmisítőtábor
A bogdanovkai megsemmisítőtábort - a holokauszt részeként - a megszálló román hatóságok hozták létre 1941 októberében (a második világháború alatt) Bogdanovkában. Az ide deportált zsidó származású személyek túlnyomó része, körülbelül 48 ezer fő, Odesszából érkezett. Emellett megközelítőleg 7000 személy lett átszállítva Besszarábiából is. 1941. december 1-jéig, amikor az utolsó emberszállítmány megérkezett, számuk meghaladta az 54 ezret. A deportáltak többségét Modest Isopescu ezredes parancsára legyilkolták, a többiek pedig fagyhalált haltak.

## Története

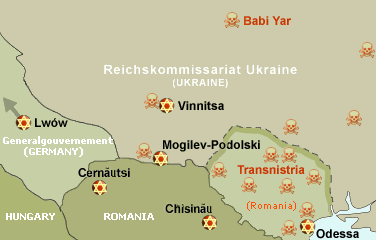
Az ukrajnai holokauszt térképe. Az odesszai gettót arany-vörös csillag, a transznisztriai gyilkosságokat pedig vörös halálfej jelöli.

A bogdanovkai megsemmisítőtábort a román megszálló hatóságok hozták létre 1941 októberében Bogdanovkában, Modest Isopescu ezredes parancsára. Az ide deportált személyek túlnyomó része, körülbelül 48 ezer fő, Odesszából érkezett és megközelítőleg 7000 személy lett átszállítva Besszarábiából is. Az utolsó emberszállítmány 1941. december 1-jén érkezett. Ekkora több mint 54 ezer zsidó származású személyt tartottak itt fogva. December közepén már több tífuszos megbetegedést észleltek. Fleischer német tanácsadóval folytatott megbeszélése után Isopescu úgy döntött, hogy a tábor teljes lakosságát likvidálja és parancsot adott Vasile Manescunak a tömeggyilkosság végrehajtására. Ebben a román csapatok és a csendőrök mellett részt vett az Ukrán Rendőrség, goltai civilek, valamint a helyi népi németek is. A műveleti irányítást az ukrán rendőrfőnök végezte.
A tömeggyilkosságokat végül 1941. december 21-én kezdték meg. A betegeket és a rokkantakat, számuk körülbelül 5000 fő volt, 2 istállóba zárták. Ezt követően petróleummal meglocsolt szalmát helyeztek el a tetőn és azt meggyújtva halálra égették a foglyokat. A többi foglyot 300-400 fős oszlopokba sorakoztatták fel és a közeli erdőbe meneteltették őket, majd a „Gârla Mare” („nagy völgy”) partját - a román parancsnokok így nevezték el a helyet - elérve parancsot adtak nekik a ruházatuk eltávolítására. Ezt követően letérdeltették és a völgy fölé hajoltatták őket, majd robbanó lövedéket (dumdum) használva tarkólövéssel vagy kézigránátokkal hajtották végre a gyilkosságokat. Az öldöklést négy napon keresztül folytatták, amely során 30 ezer zsidó származású személy vesztette életét. A többieket a folyóparton hagyták és megvárták, amíg halálra fagynak. A foglyok közül sokan a csupasz kezüket használva lyukat ástak a földbe és a holttesteket felhasználva próbáltak menedéket készíteni. Ennek ellenére több ezren vesztették életüket.
Karácsony este átmenetileg beszüntették a gyilkosságokat, amelyeket december 28-án kezdtek újra. December 31-én azonban már a maradék 11 ezer fő is életét vesztette. Isopescu a holttestek elégetésével próbálta meg a tömeggyilkosság nyomait eltüntetni. A feladatra 200 zsidó származású személyt jelöltek ki, akik januárban és februárban máglyákat raktak szalma és faanyag felhasználásával, amelyeket végül benzinnel lobbantottak lángra. Közülük 150 a hideg és az alultápláltság miatt életét vesztette vagy az ukrán őrök egyszerűen lelőtték őket. 1945 elején Isopescut, Manescut és a táborparancsnokokat háborús bűncselekmény miatt bíróság elé állították az, majd halálra ítélték őket, azonban az ítéletet életfogytiglani szabadságvesztésre változtatták. A többi vádlott hosszú börtönbüntetést kapott.